# Uhlířská Lhota
Obec Uhlířská Lhota se nachází v okrese Kolín, kraj Středočeský, asi 16 km východně od Kolína. Žije zde 350 obyvatel. V roce 2011 zde bylo evidováno 199 adres. Součástí obce je i vesnice Rasochy.
Uhlířská Lhota je také název katastrálního území o rozloze 5,78 km².

## Historie
První písemná zmínka o obci pochází z roku 1436.

### Územněsprávní začlenění
Dějiny územněsprávního začleňování zahrnují období od roku 1850 do současnosti. V chronologickém přehledu je uvedena územně administrativní příslušnost obce v roce, kdy ke změně došlo:
- 1850 země česká, kraj Jičín, politický okres Nový Bydžov, soudní okres Chlumec[6]
- 1855 země česká, kraj Jičín, soudní okres Chlumec
- 1868 země česká, politický okres Nový Bydžov, soudní okres Chlumec
- 1939 země česká, Oberlandrat Kolín, politický okres Nový Bydžov, soudní okres Chlumec nad Cidlinou[7]
- 1942 země česká, Oberlandrat Hradec Králové, politický okres Nový Bydžov, soudní okres Chlumec nad Cidlinou[8]
- 1945 země česká, správní okres Nový Bydžov, soudní okres Chlumec nad Cidlinou[9]
- 1949 Hradecký kraj, okres Nový Bydžov [10]
- 1960 Středočeský kraj, okres Kolín
- 2003 Středočeský kraj, obec s rozšířenou působností Kolín

### Rok 1932
Ve vsi Uhlířská Lhota (376 obyvatel) byly v roce 1932 evidovány tyto živnosti a obchody: bednář, hospodářské strojní družstvo, hostinec, kovář, obuvník, pumpař, 2 obchody se smíšeným zbožím, spořitelní a záložní spolek pro Lhotu Uhlířskou, trafika, truhlář.

## Doprava
Dopravní síť
- Pozemní komunikace – Obcí prochází silnice II/327 Nový Bydžov – Chlumec nad Cidlinou – Uhlířská Lhota – Týnec nad Labem.

- Železnice – Železniční trať ani stanice na území obce nejsou.

Veřejná doprava 2011
- Autobusová doprava – Z obce vedly autobusové linky např. do těchto cílů: Kolín, Týnec nad Labem, Žiželice (dopravce Okresní autobusová doprava Kolín, s. r. o.), Chvaletice, Přelouč, Týnec nad Labem (dopravce Veolia Transport Východní Čechy, a. s.).

## Galerie

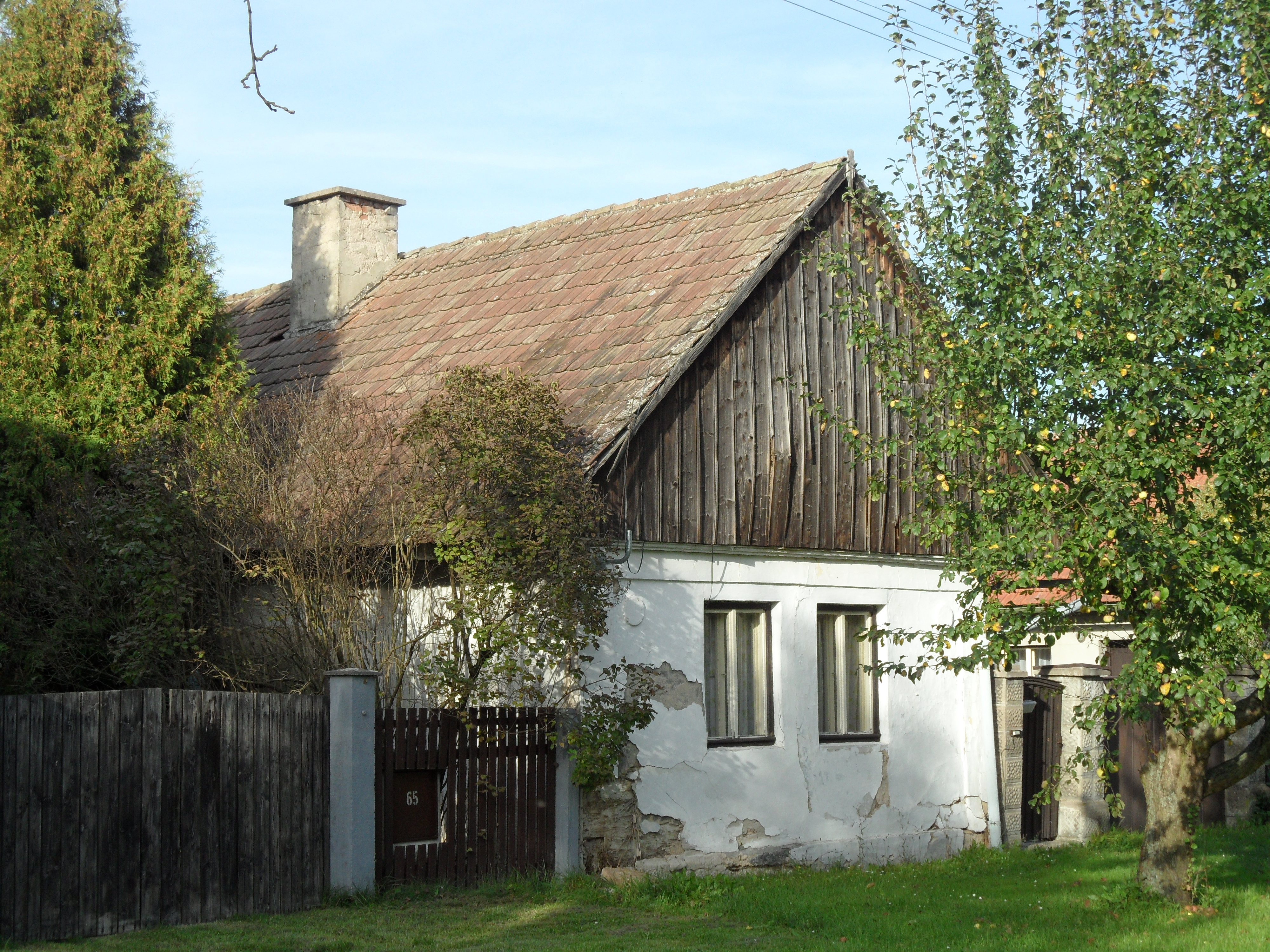
Venkovské stavení
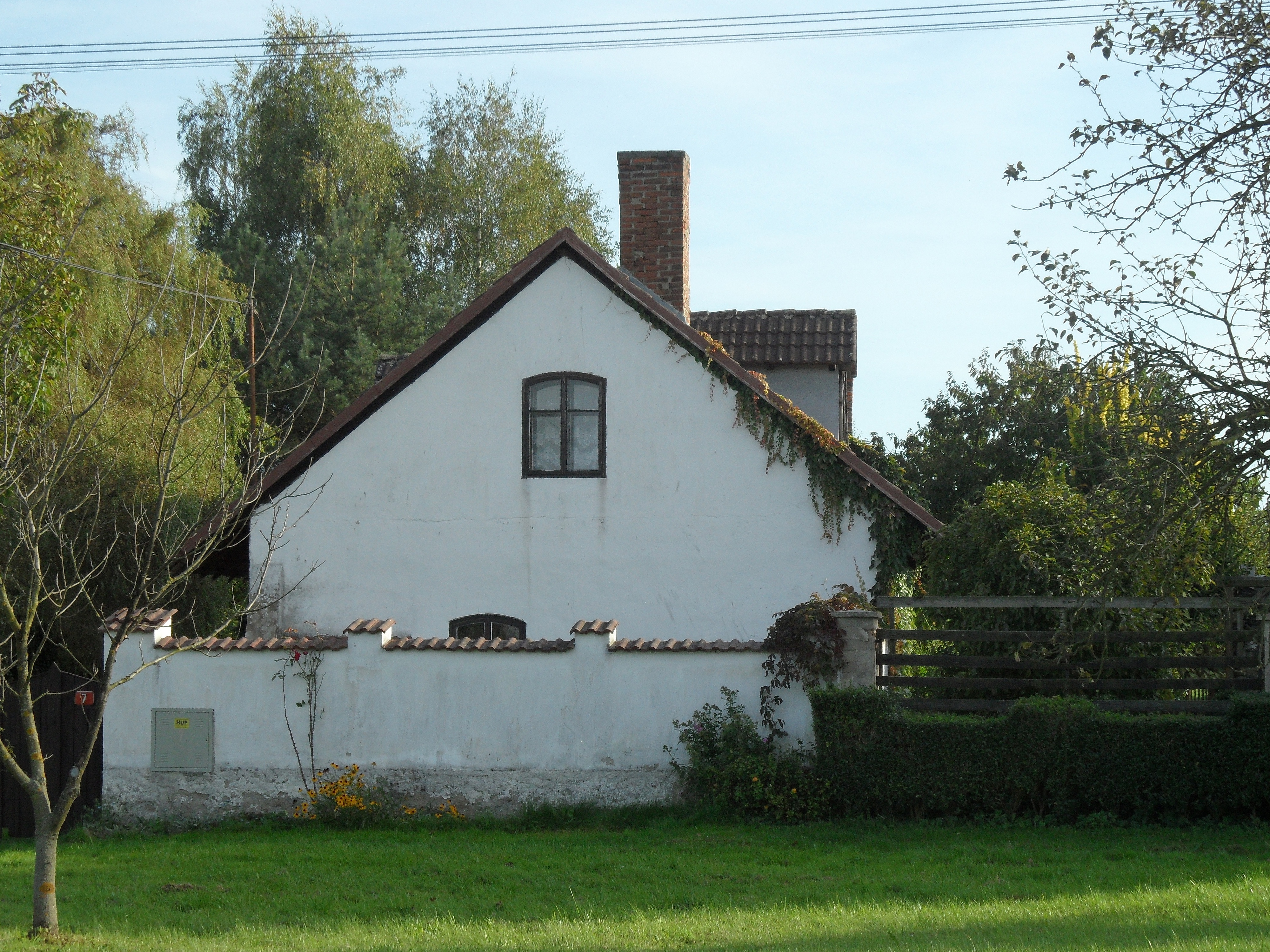
Rodinný dům
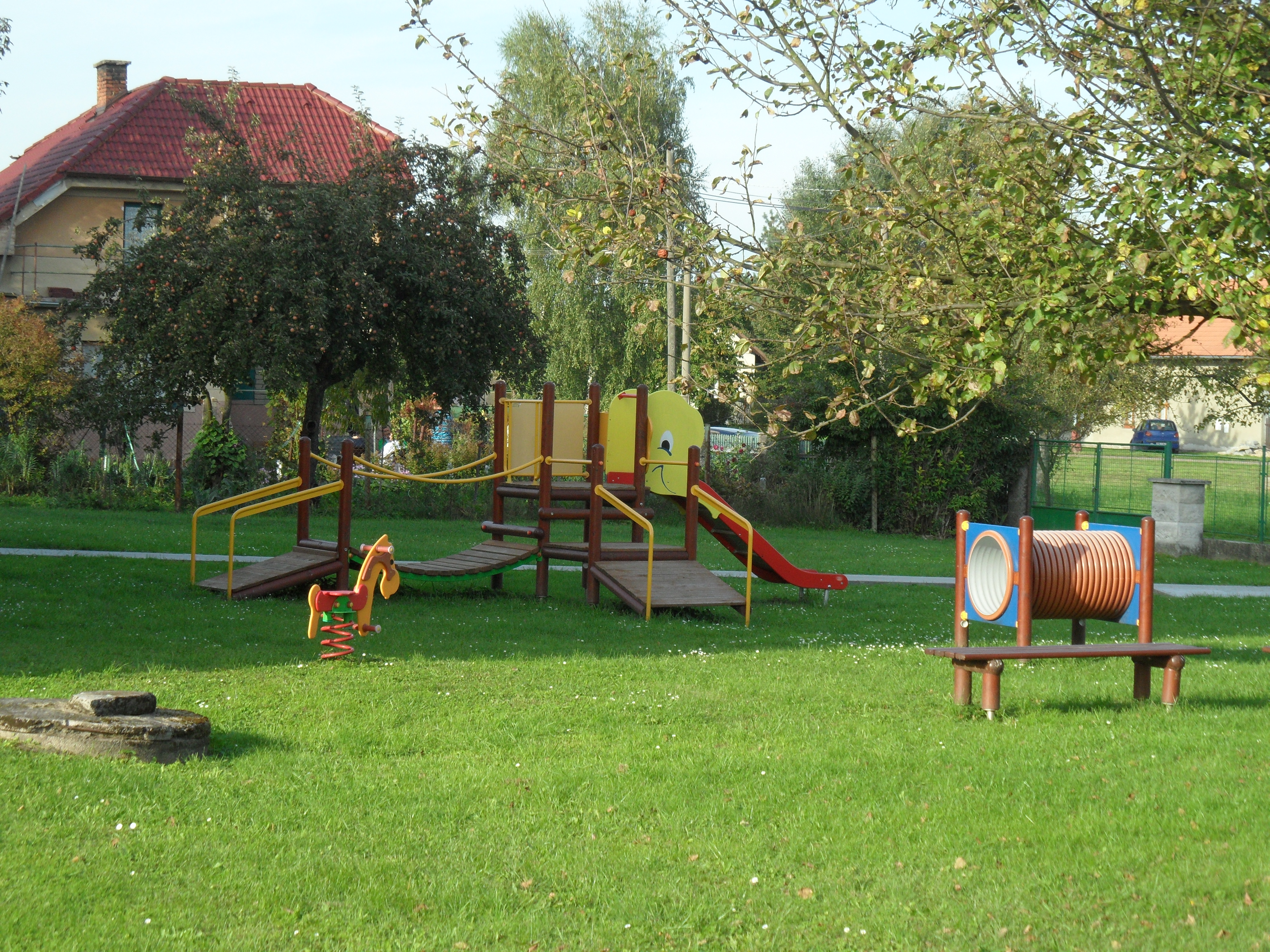
Dětské hřiště
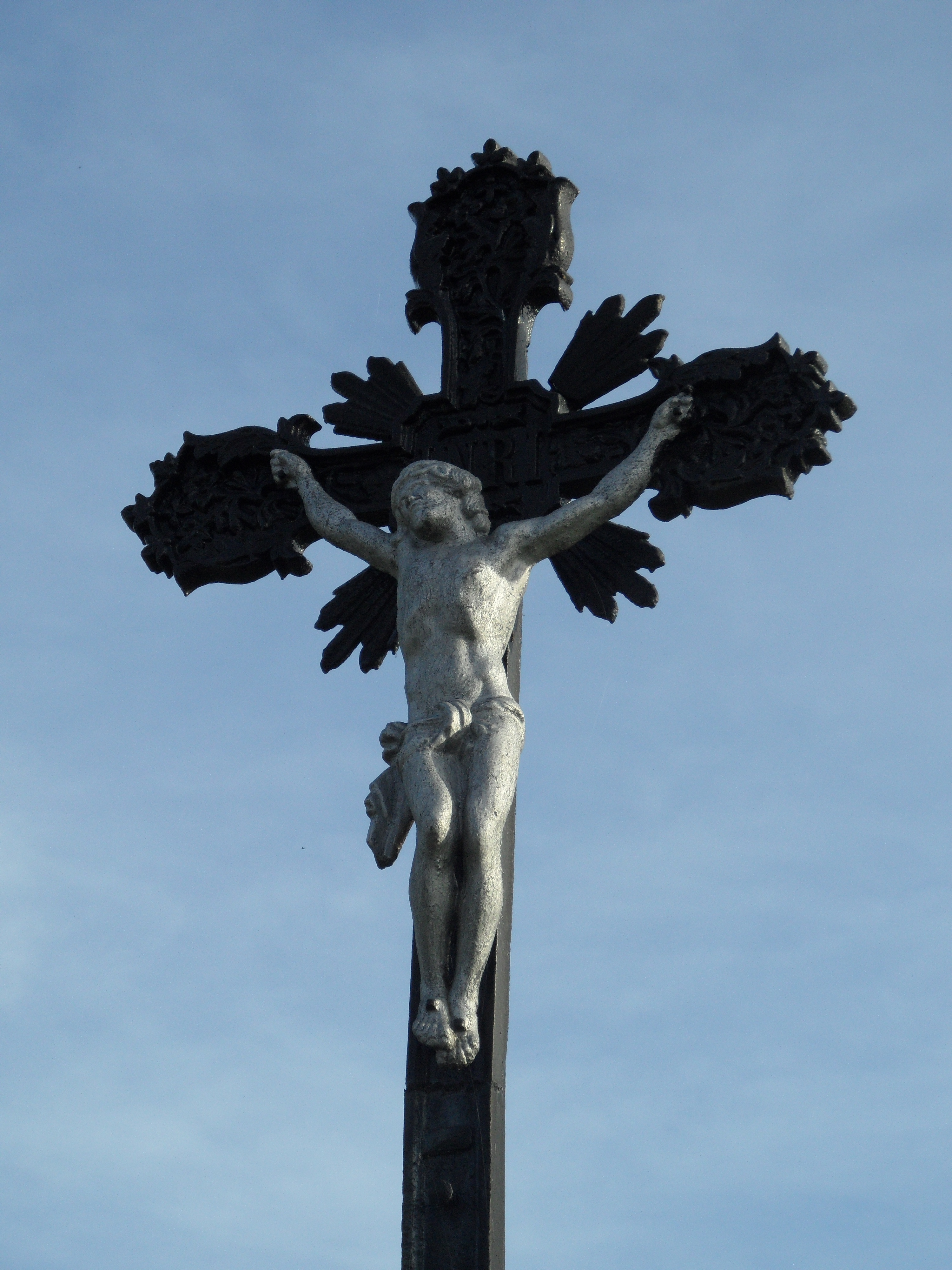
Detail křížku
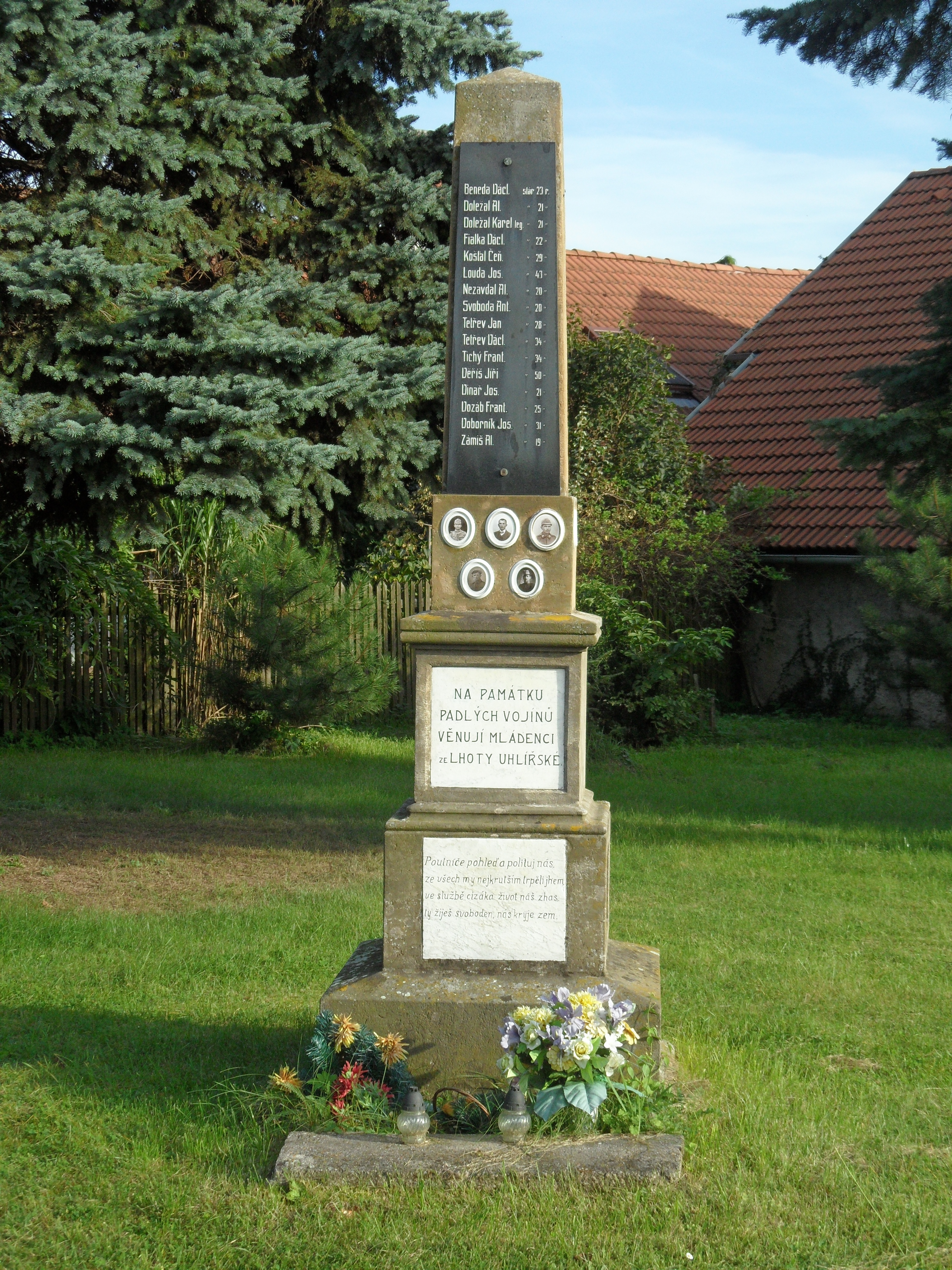
Památník obětem 1. světové války